# You Light Up My Life (canción)
You Light Up My Life es una canción del año 1977 escrita por el compositor estadounidense Joseph Brooks para la película homónima, ganadora del premio Óscar a la mejor canción original de dicho año. En su versión original está cantada por la soprano estadounidense de origen ucraniano Kvitka Cisyk.

## Descripción
La canción fue lanzada al mercado en octubre de 1977 por la compañía discográfica Arista Records. Está clasificada como de género pop, con una duración de 3 min 29 s. La versión más conocida de esta canción es la de Debby Boone, hija del también cantante Pat Boone, que llegó al número 1 de la popular lista Billboard Hot 100, manteniéndose en esa posición durante varias semanas consecutivas en 1977.
En la película, la actriz protagonista, Didi Conn, usa la sincronía de labios pareciendo que canta la canción.